# Dangl (Sankt Wolfgang)
Dangl ist ein Gemeindeteil von St. Wolfgang im oberbayerischen Landkreis Erding.

## Lage
Der Einödhof Dangl liegt etwa zwei Kilometer südwestlich vom Gemeindehauptort Sankt Wolfgang entfernt.

## Bevölkerung
Im Mai 1987 lebten in Dangl neun Einwohner in einem Wohngebäude.